# Sint-Jan-de-Doperkerk (Audresselles)

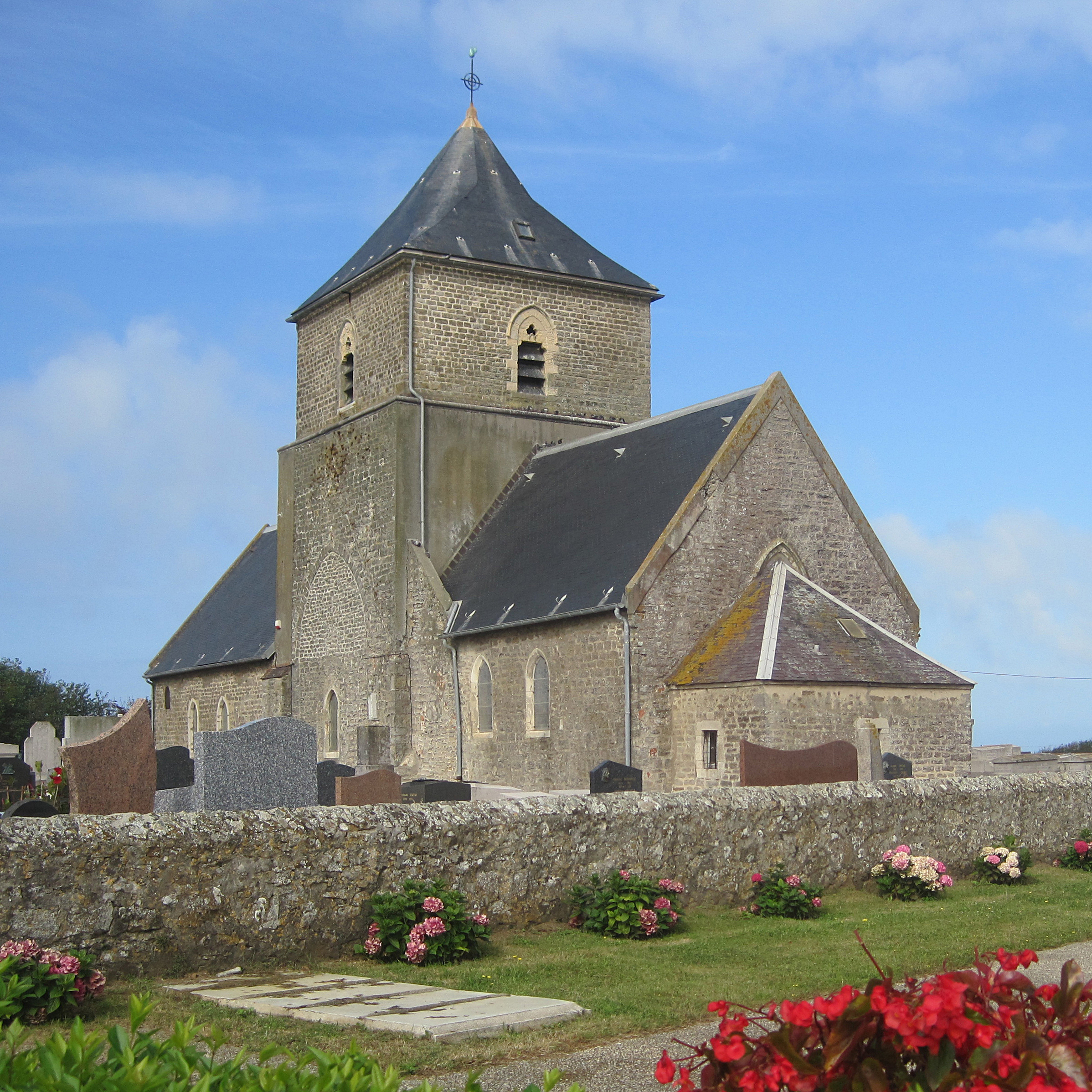
Sint-Jan-de-Doperkerk

De Sint-Jan-de-Doperkerk (Église Saint-Jean-Baptiste) is de parochiekerk van de tot het departement Pas-de-Calais behorende plaats Audresselles.

## Geschiedenis
Het betreft een versterkte kerk van de 12e eeuw. Het schip en het koor werden in de eerste helft van de 16e eeuw in brand gestoken door de troepen van Hendrik VIII. Het schip werd in de 18e eeuw in kleinere vorm herbouwd. Het koor werd herbouwd begin 19e eeuw onder Lodewijk XVIII.

## Interieur
De kerk bevat drie grote schilderijen daterend van 1858 (Tweede Keizerrijk) en een klein 18e-eeuws altaarstuk dat de Heilige Veronica Giuliana voorstelt. Twee van de grote schilderijen zijn van de victoriaanse schilder Arthur Gilbert en het derde is van Jacques Paul Migne.